# Masdevallia strobelii
Masdevallia strobelii (возможные русские названия: Масдеваллия Стробела, или Масдеваллия стробелии) — вид многолетних трявянистых растений из семейства Орхидные.
Вид не имеет устоявшегося русского названия, в русскоязычных источниках используется научное название Masdevallia strobelii.

## Этимология
Вид назван в честь немецкого коллекционера эквадорских орхидей Стробела.
Английское название — Strobel’s Masdevallia.

## Биологическое описание
Миниатюрное симподиальное растение.

Ризома короткая, ползущая.

Корни тонкие.

Стебли прямостоячие, укороченные, покрыты плёнчатыми листовыми влагалищами, собраны в компактные группы, однолистные.

Листья 4—6 см длиной, наклонённые, мясистые, эллиптические, суженные у основания, на конце слабо заострённые.

Соцветие 3,0—4,5 см длиной.

Цветки жёлто-оранжевые с белыми пятнами, ароматные (нежный сладковатый дневной), 2—4 см в диаметре.

## Ареал, экологические особенности
По поводу распространения и экологии вида данные противоречивы.
Эквадор (Zamora-Chinchipe) и Перу.
По информации из статьи Чарльза и Маргарет Бейкер, растения были найдены только в одной удаленной долине на юго-востоке Эквадора между Лоха и Самора (Loja and Zamora).
Эпифит на нижних ветвях деревьев во влажных тропических лесах вблизи водоёмов на высотах около 1400 до 1700 метров над уровнем моря.
Эпифит на вершинах деревьев в условиях высокой освещённости в лесах на высоте около 1400 метров над уровнем моря.
Относительная влажность воздуха 80 % круглый год.
Средние температуры (день/ночь) — от 27.8/17.3 °C в январе до 29,4/17.3 °C в июле. 

Период цветения: с октября по январь.
Охраняемый вид. Входит в Приложение — II Конвенции CITES. Цель Конвенции состоит в том, чтобы гарантировать, что международная торговля дикими животными и растениями не создаёт угрозы их выживанию.

## В культуре
Температурная группа — умеренная
Взгляды на точные значения древных и ночных температур содержания этого вида несколько различаются у разных авторов: 

— дневная температура: 13—20°С, ночная температура: 10—13 °C
 
— дневная температура: 27—29 °C, ночная температура: 16—18 °C.
Освещение: 12000—20000 люкс или 1200—2000 FC. На растение не должны попадать прямые солнечные лучи.
Сильная аэрация обязательна.
Чаще используется посадка в пластиковые и керамические горшки или корзинки для эпифитов, при содержании в условиях высокой влажности воздуха производится посадка на блок.
Masdevallia strobelii содержат в равномерно влажном субстрате в течение всего года. Субстрат никогда не должен пересыхать полностью.
Сбалансированные удобрения в слабой концентрации следует применять каждые 3—4 недели, если растение выращивается в субстрате с преобладанием сфагнового мха. Если в субстрате преобладает кора сосны подкормки можно производить чаще, один раз в 1—2 недели.
Ярко выраженного периода отдыха у данного вида орхидей нет. Полив может быть сокращён в зимний период, особенно в случае падения освещённости при коротком световом дне в умеренных широтах.
Дополнительно см. статью Masdevallia.

## Искусственныегибриды(грексы)

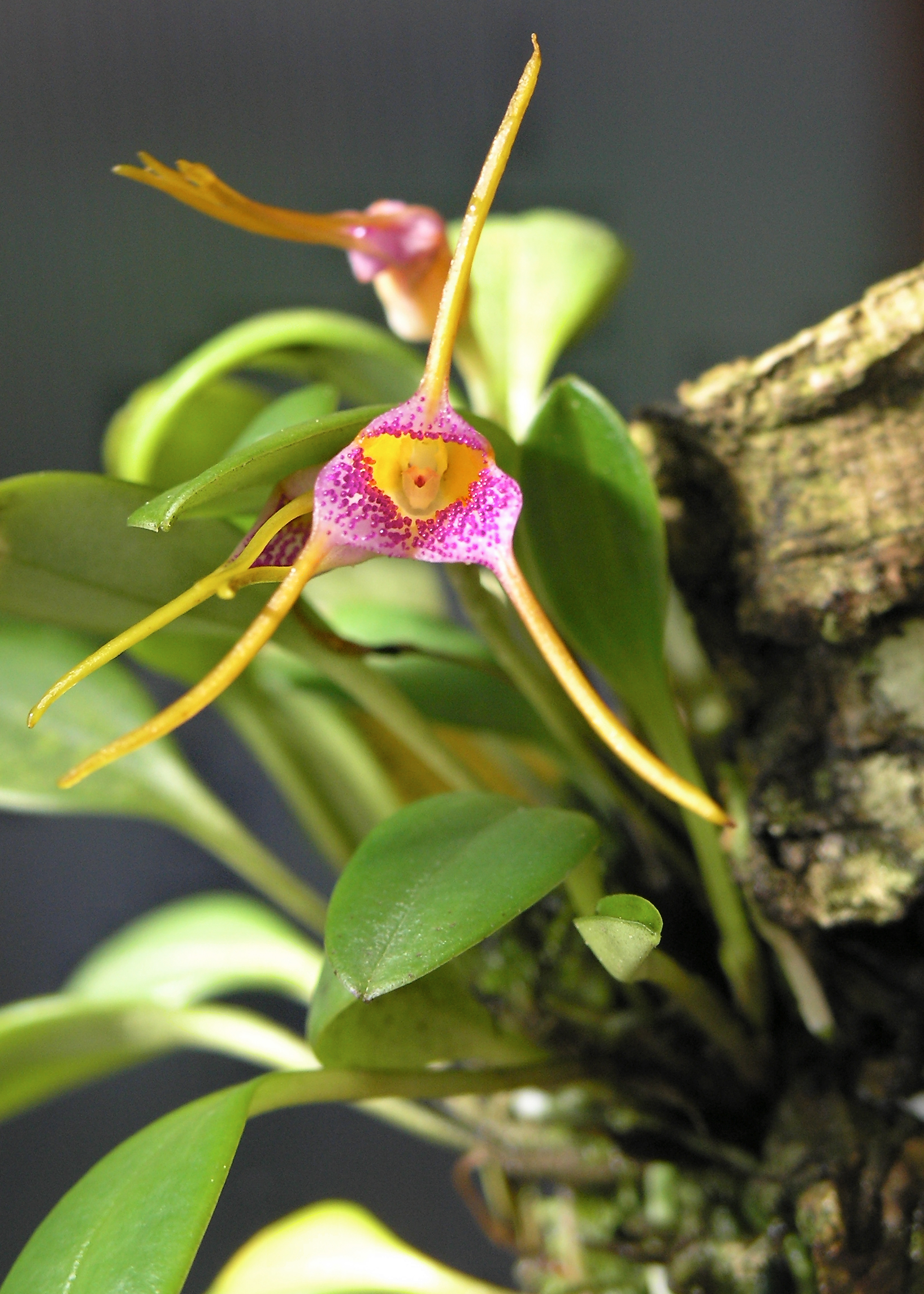
Masdevallia Confetti (= Masd. strobelii × Masd. glandulosa)

По данным The International Orchid Register.
- Masdevallia Tribbles (= Masd. tonduzii × Masd. strobelii, Lehua, 2008)
- Masdevallia Cindi Mysyk (= Masd. Highland Monarch × Masd. strobelii, L.O’Shaughnessy, 2006)
- Masdevallia Memoria José Strobel (= Masd. strobelii × Masd. Angel Tang, Hoosier(L.Glicenstein), 2006)
- Masdevallia Yosemite (= Masd. welischii × Masd. strobelii, J.Leathers (Pui Y.Chin), 2008)
- Masdevallia Ahlenberger Vollmond (= Masd. strobelii × Masd. schroederiana, P.Teipel, 2001)
- Masdevallia Helen Green (= Masd. Marguerite × Masd. strobelii, A.Barty, 2007)
- Masdevallia Bob Seis (= Masd. floribunda × Masd. strobelii, L.O’Shaughnessy, 2007)